# ريان جاري
ريان جاري (29 سبتمبر 1983 في المملكة المتحدة - ) (بالإنجليزية: Ryan Felix Mayne Garry)‏ هو لاعب كرة قدم بريطاني في مركزي الوسط والدفاع. شارك مع منتخب إنجلترا تحت 17 سنة لكرة القدم ومنتخب إنجلترا تحت 19 سنة لكرة القدم ومنتخب إنجلترا تحت 20 سنة لكرة القدم. أما مع النوادي، فقد لعب مع نادي أرسنال ونادي بورنموث.

## وصلات خارجية
- ريان جاري على موقع قاعدة بيانات كرة القدم.إي يو (الإنجليزية)
- ريان جاري على موقع Soccerbase.com (لاعب) (الإنجليزية)
- ريان جاري على موقع عالم كرة القدم.نت (الإنجليزية)